# Lipová Lázně jeskyně
Lipová Lázně jeskyně je železniční zastávka v obci Lipová-lázně, v okrese Jeseník, nedaleko Jeskyní Na Pomezí, podle kterých se jmenuje. Leží v km 2,782 neelektrizované jednokolejné železniční trati Lipová Lázně – Javorník ve Slezsku mezi stanicemi Lipová Lázně a Vápenná. V jízdním řádu pro rok 2025 ji obsluhují pravidelné osobní vlaky Českých drah na lince M61 ve směru Lipová Lázně (a Jeseník) nebo Javorník ve Slezsku.

## Historie
Provoz na trati z tehdejší Dolní Lipové do Bernartic byl zahájen 2. července 1896. Zastávka byla otevřena pod německým zázvem Am Gëmarke. Po vzniku Československa se začal používat český název Na Pomezí který byl roku 1956 změněn na Na Pomezí (jeskyně).  Současný název se používá od roku 1961. Původně zde byla vybudována výhybna. Později se z výhybny stalo pouze místo napojení hojně využívané vlečky.

## Popis
Zastávka je zařazena do Integrovaného dopravního systému Olomouckého kraje. Zastávka není bezbariérově přístupná. Ve směru na Lipovou trať kříží silnici I/60. Je zde zřízen dvoukolejný železniční přejezd, který byl v roce 2018 rekonstruován a vybaven závorami. Také se u zastávky odděluje vlečka Pomezí do provozovny drtí a mikromletého vápence o celkové délce 1320 m, která pravděpodobně vznikla ve třicátých letech 20. století. Původně měla jen jednu kolej o délce 292 m, ale v souvislosti s přestavbami provozovny byla rozšiřována. Vlečku k roku 2024 vlastnila a využívala společnost OMYA CZ s.r.o., provozovatelem vlečky je SART-stavby a rekonstrukce. Vlečku lze obsluhovat s uvolnění traťové koleje.

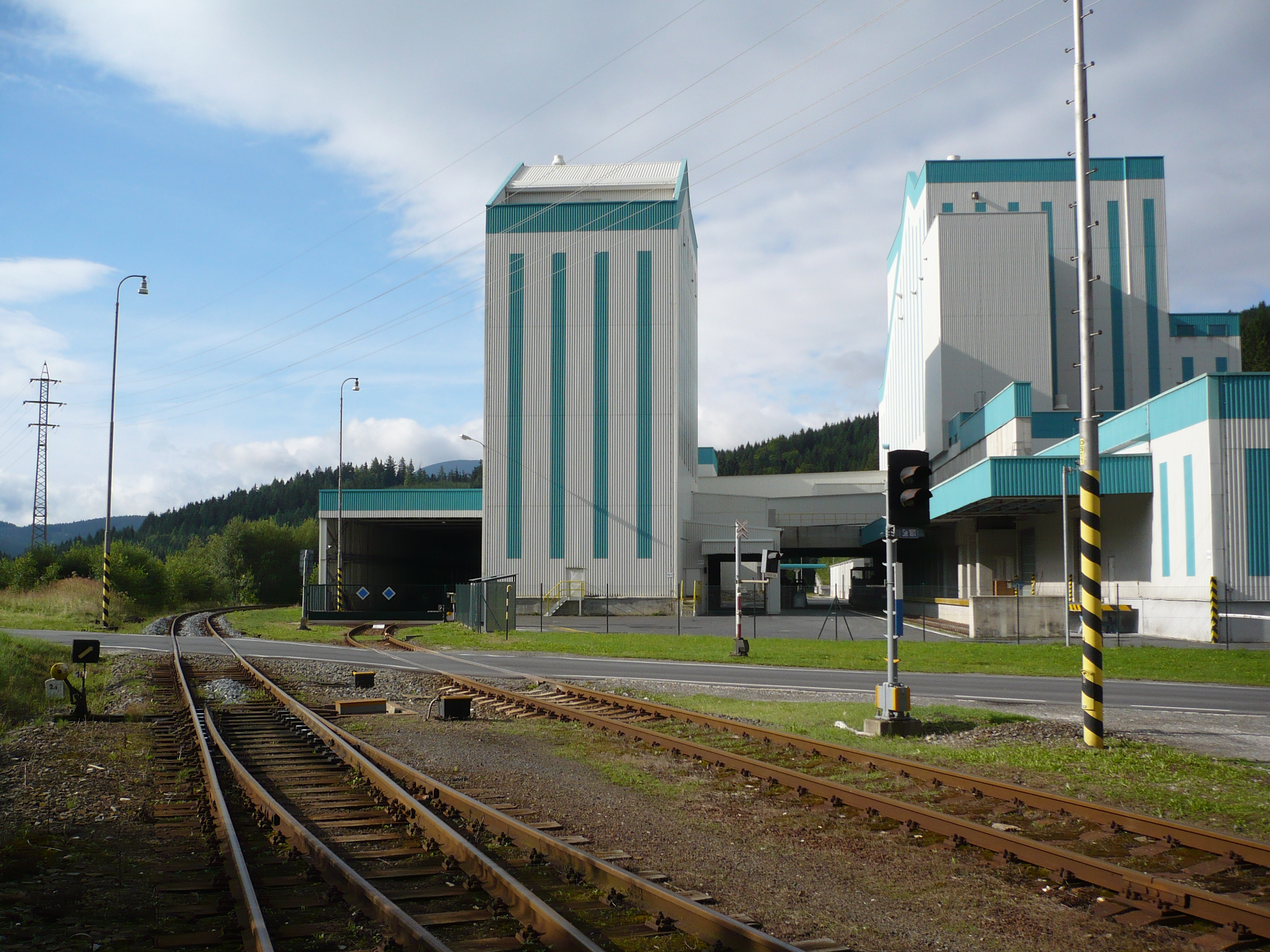
Vlečka do vápencového mlýna

K zastávce přísluší budova s přístřeškem pro cestující, která je ovšem ve špatném stavu a není personálně obsazena. Nicméně byla zvažována možnost modernizace zastávky, aby bylo umožněno křižování osobních vlaků, což by spolu s dalšími úpravami mohlo zkrátit jízdní dobu z Hanušovic do Javorníka až o 20 minut. Osobní dopravě slouží jednostranné vnější nástupiště zřízené mezi kolejí vlečky Pomezí a traťovou kolejí. Nástupiště má délku 45 m a nástupní hranu ve výšce 250 mm nad temenem kolejnice. Přístup na něj je po bariérovém betonovém přechodu. Na místě není možné zakoupit jízdenku a k odbavení cestujících dochází ve vlaku, k dispozici je parkoviště.

## Poloha
Zastávka leží asi 2 km severně od obce Lipová-lázně v sedle Na Pomezí. U budovy zastávky stojí rozcestník turistických značek Lipová - jeskyně, žst. Končí zde 8 km dlouhá Naučná stezka Schroth-Priessnitz, která sedlo Na Pomezí spojuje s lázněmi Jeseník.
Nedaleko (asi 500 m po turistické značce) se nacházejí Jeskyně Na Pomezí.